# Gastheerwisseling
Gastheerwisseling is het verschijnsel dat een parasiet een levenscyclus heeft met meer dan één gastheer. 
Er worden verschillende typen levenscyclus onderscheiden op grond van de eventuele wisseling van gastheren en het moment van de geslachtelijke voortplanting van het parasitaire organisme: directe en indirecte levenscyclus. 

## Typen gastheerwisseling
Op grond van het aantal (tussen)gastheren en de mate van binding aan de gasteer kunnen worden onderscheiden:
1. Een directe of monogenetische levenscyclus is een parasitaire levenscyclus zonder gastheerwisseling;
2. Een complexe of indirecte levenscyclus is een parasitaire levenscyclus met gastheerwisseling. Bij deze digenetische levenscyclus zijn er afwisselend twee gastheren, een tussengastheer (intermediaire gastheer) en een definitieve gastheer.
  - bij een intermediaire gastheer vindt er hoogstens ongeslachtelijke voortplanting van de parasiet plaats
  - bij de definitieve of primaire gastheer vindt er bij de betreffende gastheer wel geslachtelijke voortplanting van de parasiet plaats.

## Directe levenscyclus
Bij de directe of monogenetische levenscyclus is er geen gastheerwisseling. Bij een directe levenscyclus is een levenscyclus met slechts 1 gastheer.

## Indirecte levenscyclus

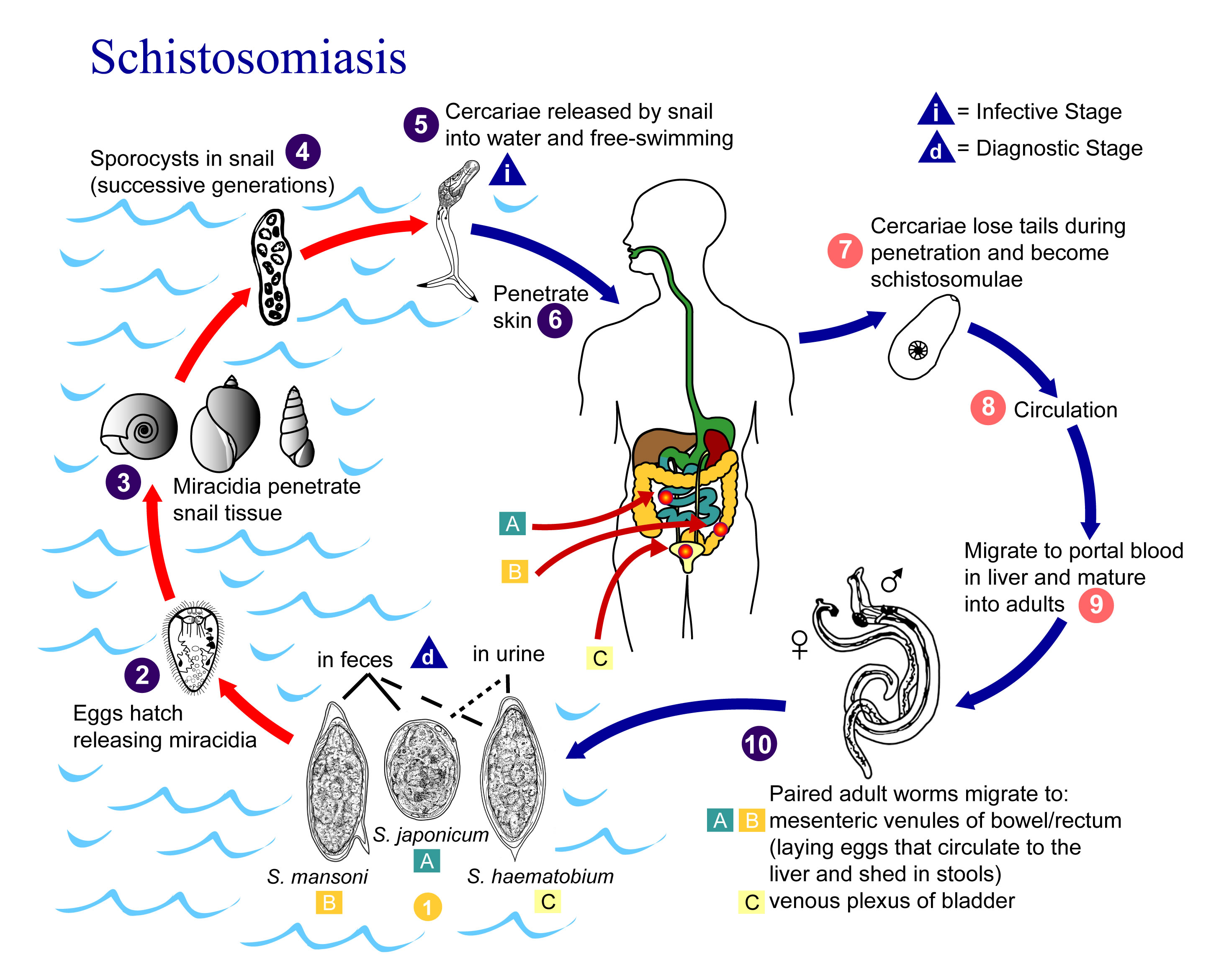
Complexe levenscyclus van Schistosoma sp., de veroorzaker van schistosomiasis.

Bij de indirecte, digenetische of complexe levenscyclus is er gastheerwisseling. Een indirecte levenscyclus is een levenscyclus met meer dan 1 gastheer. Bij een intermediaire gastheer vindt er hoogstens ongeslachtelijke voortplanting van de parasiet plaats, maar bij de definitieve of primaire gastheer vindt er wel geslachtelijke voortplanting van de parasiet plaats.